# Guépardes
Guépardes est une série télévisée française créée par Doria Achour et Sylvain Cattenoy, diffusée quotidiennement du 29 janvier 2018 au 21 décembre 2018 à 20 h 55 sur TF1 Séries Films. 

## Synopsis
La série suit quatre manageuses dans les coulisses d'une maison de disque nommée Guépardes où elles travaillent avec des artistes aux styles très différents.

## Distribution

### Acteurs principaux
- Sophie Maréchal : Margaux
- Deborah Grall : Raphaëlle
- Claire Chust : Elsa
- Natacha Krief : Chloé
- Arnaud Henriet : Franck

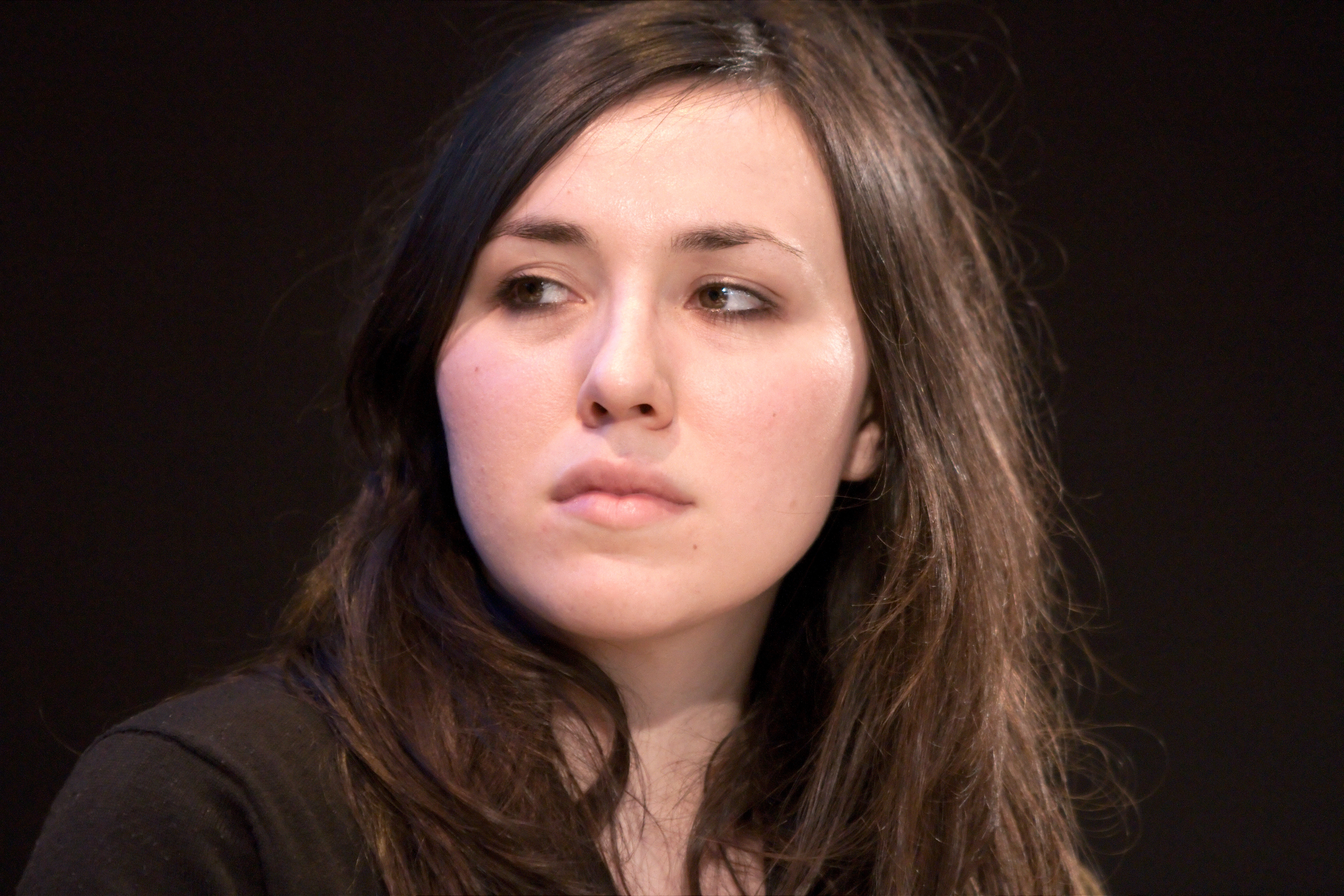
Deborah Grall interprète Raphaëlle
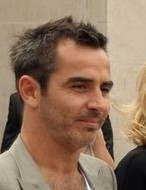
Arnaud Henriet interprète Franck

### Acteurs secondaires
Classés par ordre d'apparition dans la série :
- Aurore Sellier : Maeva
- Bellamine Abdelmalek : Sami
- Grégory Widhoff : Greg, l'ingénieur du son
- Venceslas Catz : Invigo
- Léonard Bourgeois – Taquet : Léonard
- Matthias Van Khache : IRM
- Thierry Blanc : Malick Bontemps
- Naomi Chevalin : Mélanie Bontemps
- Louise Texier : Annabelle
- Ninon Lelong : Ninon
- Guillaume Bienvenu : Ludo
- Azedine Kasri : Fabien Summer
- Amazigh Lahcine : Théo
- Esteban Challis : Jérôme
- Matthias Quiviger : Mike
- Alexies Jaulmes : 1er assistant réalisateurs
- Aurélien Winterman : Aimé
- Fred de Pontcharra : James
- Kamel Ouali : K-Mel
- Natacha de Pontcharra : Izabelle Forêt
- Anissa Daoud : Amina Staggioni
- Shaka Ponk
- Julien Girbig : Joris
- Paul Sanchez-Calero : Régisseur
- Emmanuelle Bougerol : Christina
- Barbara Saden : Barbara Pelain
- Vassilissa Proust : Alicia Moore
- Manon Elezaar : Delphine
- Scali Delpeyrat : Ivan Bosolini
- Nicole Croisille : elle-même
- Doudou Masta : Jimmy aka J2M
- Adrien Chibatte : Speedex
- Camille Lellouche : elle-même
- Zouheir Zerhouni : Vadim
- Matthieu Boudon : Floyd Shakim
- Karima Charni : Asia
- Olfa Ben Achour : Fanou Bara
- Gilles Vincent : Fred
- Alex Wetter : Benedict
- Charles X : lui-même
- Matthias Girbig : Philippe
- Donia Eden : Sarah
- Clarisse Lhoni-Botte : Clara
- Alexander Brik : Chef d'opérateur Pub
- Chivaun Corney : Chivaun
- Nadia Richard : Fancy Fanny
- Karine Valmer : Sandrine
- Nicolas Bruas : Ingénieur du son MRG
- André Manoukian : lui-même
- Stéphane Guillon : lui-même
- Sélim Zahrani : Kenny
- Bénédicte Allard : Gloria
- Laurent Couraud : lui-même
- Ludovic de Sousa : Judas « chauve »
- Sarah Brahim : Nadia
- Guillaume Marty : Judas « muet »
- Iskander Achour : Stan Maillet
- Joël Ravon : Vigor Maillet
- Diane Duport de Pontcharra : la fan de Joris
- Max Geller : le chauffeur de taxi
- Karina Testa : Doria
- Benoit Blanc : Sylvain
- Inès Melab : Titoreille
- Grégory Jager : Jérem
- Claude Krief : Ribeaudot
- Fabrice Lebert : Jean-Ben
- Eol Vachter : Eol
- Phénix Brossard : le livreur
- Thomas Blumenthal : John

### Invités
- Dusk Totem (épisode 122)
- Yann Barthès (épisode 180)

## Production

### Diffusion
Le premier épisode de la série a été diffusé après le changement de la chaîne HD1 devenue TF1 Séries Films.

### Fiche technique
- Titre français : Guépardes
- Création : Doria Achour, Sylvain Cattenoy
- Réalisation : Doria Achour, Sylvain Cattenoy, Florian Kuhn
- Scénario : Doria Achour, Sylvain Cattenoy, Natacha de Pontcharra
- Direction artistique : Doria Achour, Sylvain Cattenoy
- Directeur de création : Benoit Lelong
- Costume : Arielle Chambon / Clémentine Rousselot
- Son : Jean-Frédérick Grosdemange, Guillaume Marty
- Chef monteur : Aymeric Schoens
- Montage : Amandine Normand, Patrick Zouzout, Adélaïde Basson
- Casting : Laurent Couraud
- Production : Laurent Bon, Yann Barthès, Élodie Bernard
- Co-production : TF1 Séries Films
- Société(s) de production : Bangumi
- Pays d'origine :  France
- Diffusion :  France
- Langue originale : français
- Genre : comédie
- Durée : 5 minutes
- Public : Tout public /  Déconseillé aux moins de 10 ans dans les épisodes 73, 116, 165, 177 et 180

## Épisodes
La série comporte 180 épisodes diffusés du 29 janvier 2018 au 21 décembre 2018.
| Liste des épisodes de Guépardes | Liste des épisodes de Guépardes                                                                    | Liste des épisodes de Guépardes  | Liste des épisodes de Guépardes  | Liste des épisodes de Guépardes |
| Épisode                         | Titre                                                                                              | Réalisation                      | Scénario                         | Première diffusion              |
| ------------------------------- | -------------------------------------------------------------------------------------------------- | -------------------------------- | -------------------------------- | ------------------------------- |
| 1                               | Le zèbre ne se défait pas de ses zébrures                                                          | Doria Achour et Sylvain Cattenoy | Doria Achour et Sylvain Cattenoy | 29 janvier 2018                 |
| 2                               | L'oiseau s'envole du côté où le regarde son bec                                                    | Doria Achour et Sylvain Cattenoy | Doria Achour et Sylvain Cattenoy | 30 janvier 2018                 |
| 3                               | On n'apprend pas à siffler à un perroquet déjà apprivoisé                                          | Doria Achour et Sylvain Cattenoy | Doria Achour et Sylvain Cattenoy | 31 janvier 2018                 |
| 4                               | Le jour où l'on tue un éléphant à la classe, le séchoir n'est pas prêt                             | Doria Achour et Sylvain Cattenoy | Doria Achour et Sylvain Cattenoy | 1er février 2018                |
| 5                               | Quel que soit le goût du repas, n'avale pa ta langue                                               | Doria Achour et Sylvain Cattenoy | Doria Achour et Sylvain Cattenoy | 2 février 2018                  |
| 6                               | Ne tenez pas la queue du léopard, mais si vous la tenez ne la lâcher surtout pas                   | Doria Achour et Sylvain Cattenoy | Doria Achour et Sylvain Cattenoy | 5 février 2018                  |
| 7                               | L'épervier passe la journée à voler quand la brousse est en feu                                    | Doria Achour et Sylvain Cattenoy | Doria Achour et Sylvain Cattenoy | 6 février 2018                  |
| 8                               | Le scorpion pique celui qui l'aide à sortir du feu                                                 | Doria Achour et Sylvain Cattenoy | Doria Achour et Sylvain Cattenoy | 7 février 2018                  |
| 9                               | Le cou du serpent finit là où sa queue commence                                                    | Doria Achour et Sylvain Cattenoy | Doria Achour et Sylvain Cattenoy | 8 février 2018                  |
| 10                              | Si le bélier à tendance à reculer, il ne faut pas croire que c'est parce qu'il est lâche           | Doria Achour et Sylvain Cattenoy | Doria Achour et Sylvain Cattenoy | 9 février 2018                  |
| 11                              | Un coq appartient à un seul fermier, mais il chante pour tout le village                           | Doria Achour et Sylvain Cattenoy | Doria Achour et Sylvain Cattenoy | 12 février 2018                 |
| 12                              | La beauté n'est pas dans la peau du tigre                                                          | Doria Achour et Sylvain Cattenoy | Doria Achour et Sylvain Cattenoy | 13 février 2018                 |
| 13                              | Traverse la rivière avant d'insulter le crocodile                                                  | Doria Achour et Sylvain Cattenoy | Doria Achour et Sylvain Cattenoy | 14 février 2018                 |
| 14                              | La danse a dépassé la tortue et la tortue accuse la piste de danse                                 | Doria Achour et Sylvain Cattenoy | Doria Achour et Sylvain Cattenoy | 15 février 2018                 |
| 15                              | C'est au bois dur qu'on attache le bœuf                                                            | Doria Achour et Sylvain Cattenoy | Doria Achour et Sylvain Cattenoy | 16 février 2018                 |
| 16                              | Quand un singe voit un beau fruit dont il ne peut se saisir, il dit qu'il est pourri               | Doria Achour et Sylvain Cattenoy | Doria Achour et Sylvain Cattenoy | 19 février 2018                 |
| 17                              | On n'offre pas à son hôte le poisson qui est encore dans la rivière                                | Doria Achour et Sylvain Cattenoy | Doria Achour et Sylvain Cattenoy | 20 février 2018                 |
| 18                              | Si le babouin pouvait voir son derrière, lui aussi rirait                                          | Doria Achour et Sylvain Cattenoy | Doria Achour et Sylvain Cattenoy | 21 février 2018                 |
| 19                              | Le crabe n'est pas le bienvenu au jeu des contorsions                                              | Doria Achour et Sylvain Cattenoy | Doria Achour et Sylvain Cattenoy | 22 février 2018                 |
| 20                              | Avant de traverser le désert, même le chacal fait sa prière                                        | Doria Achour et Sylvain Cattenoy | Doria Achour et Sylvain Cattenoy | 23 février 2018                 |
| 21                              | Le dos de l'âne trop docile finit par peler                                                        | Doria Achour et Sylvain Cattenoy | Doria Achour et Sylvain Cattenoy | 26 février 2018                 |
| 22                              | Un lion ne meurt pas, il dort                                                                      | Doria Achour et Sylvain Cattenoy | Doria Achour et Sylvain Cattenoy | 27 février 2018                 |
| 23                              | Avec une seule lance, on n'abat pas l'éléphant                                                     | Doria Achour et Sylvain Cattenoy | Doria Achour et Sylvain Cattenoy | 28 février 2018                 |
| 24                              | Le serpent grimpe à l'arbre alors qu'il n'a pas de bras                                            | Doria Achour et Sylvain Cattenoy | Doria Achour et Sylvain Cattenoy | 1er mars 2018                   |
| 25                              | Une fois le lion mort, il ne manque pas de braves pour lui arracher la crinière                    | Doria Achour et Sylvain Cattenoy | Doria Achour et Sylvain Cattenoy | 2 mars 2018                     |
| 26                              | Les moutons se promènent ensemble mais leur prix diffère                                           | Doria Achour et Sylvain Cattenoy | Doria Achour et Sylvain Cattenoy | 5 mars 2018                     |
| 27                              | Si la chèvre avait la queue plus longue, elle pourrait balayer les étoiles                         | Doria Achour et Sylvain Cattenoy | Doria Achour et Sylvain Cattenoy | 6 mars 2018                     |
| 28                              | On n'attache pas une chèvre avec une trop longue corde                                             | Doria Achour et Sylvain Cattenoy | Doria Achour et Sylvain Cattenoy | 7 mars 2018                     |
| 29                              | Mouche du roi est roi                                                                              | Doria Achour et Sylvain Cattenoy | Doria Achour et Sylvain Cattenoy | 8 mars 2018                     |
| 30                              | La poule connaît l'aube mais elle attend le chant du coq                                           | Doria Achour et Sylvain Cattenoy | Doria Achour et Sylvain Cattenoy | 9 mars 2018                     |
| 31                              | Le lion a autant de cœur que l'âne à de cornes                                                     | Doria Achour et Sylvain Cattenoy | Doria Achour et Sylvain Cattenoy | 12 mars 2018                    |
| 32                              | La graisse du cabri se mange chaude                                                                | Doria Achour et Sylvain Cattenoy | Doria Achour et Sylvain Cattenoy | 13 mars 2018                    |
| 33                              | Même si l'éléphant est maigre, il reste le roi de la forêt                                         | Doria Achour et Sylvain Cattenoy | Doria Achour et Sylvain Cattenoy | 14 mars 2018                    |
| 34                              | Tu aimes un chien, aime aussi ses puces                                                            | Doria Achour et Sylvain Cattenoy | Doria Achour et Sylvain Cattenoy | 15 mars 2018                    |
| 35                              | Il y a l'eau et le milieu de l'eau                                                                 | Doria Achour et Sylvain Cattenoy | Doria Achour et Sylvain Cattenoy | 16 mars 2018                    |
| 36                              | Le Moustique suce le sang de l'Homme mais craint le vent                                           | Doria Achour et Sylvain Cattenoy | Doria Achour et Sylvain Cattenoy | 19 mars 2018                    |
| 37                              | La carapace n'est pas la tortue, mais il n'y a pas de tortue sans carapace                         | Doria Achour et Sylvain Cattenoy | Doria Achour et Sylvain Cattenoy | 20 mars 2018                    |
| 38                              | Le serpent ne peut caresser le buisson d'épines                                                    | Doria Achour et Sylvain Cattenoy | Doria Achour et Sylvain Cattenoy | 21 mars 2018                    |
| 39                              | Si l'âne rue contre un rocher, il casse ses sabots                                                 | Doria Achour et Sylvain Cattenoy | Doria Achour et Sylvain Cattenoy | 22 mars 2018                    |
| 40                              | Le poulailler reste un palais doré pour le coq, malgré la puanteur des lieux                       | Doria Achour et Sylvain Cattenoy | Doria Achour et Sylvain Cattenoy | 23 mars 2018                    |
| 41                              | Le repas du marcassin ne se trouve pas dans le nid de l'aigle                                      | Doria Achour et Sylvain Cattenoy | Doria Achour et Sylvain Cattenoy | 26 mars 2018                    |
| 42                              | Il ne manque jamais d'os dans la maison de la hyène                                                | Doria Achour et Sylvain Cattenoy | Doria Achour et Sylvain Cattenoy | 27 mars 2018                    |
| 43                              | L'ombre du zèbre n'a pas de rayures                                                                | Doria Achour et Sylvain Cattenoy | Doria Achour et Sylvain Cattenoy | 28 mars 2018                    |
| 44                              | Même si le rat fouisseur te promet qu'il ne fera plus ses besoins, il les fera encore et encore    | Doria Achour et Sylvain Cattenoy | Doria Achour et Sylvain Cattenoy | 29 mars 2018                    |
| 45                              | L'arbre se renverse du côté où l'entaille s'élargit                                                | Doria Achour et Sylvain Cattenoy | Doria Achour et Sylvain Cattenoy | 30 mars 2018                    |
| 46                              | L'abeille qu'on met de force dans une ruche ne fera pas de miel                                    | Doria Achour et Sylvain Cattenoy | Doria Achour et Sylvain Cattenoy | 2 avril 2018                    |
| 47                              | Si l'oiseau tarde à s'envoler il s'élèvera avec une flèche                                         | Doria Achour et Sylvain Cattenoy | Doria Achour et Sylvain Cattenoy | 3 avril 2018                    |
| 48                              | Quand l'oiseau est familier, il est facile à attraper                                              | Doria Achour et Sylvain Cattenoy | Doria Achour et Sylvain Cattenoy | 4 avril 2018                    |
| 49                              | Chaque mare a son crocodile                                                                        | Doria Achour et Sylvain Cattenoy | Doria Achour et Sylvain Cattenoy | 5 avril 2018                    |
| 50                              | L'éléphant est grand, mais son enfant est petit                                                    | Doria Achour et Sylvain Cattenoy | Doria Achour et Sylvain Cattenoy | 6 avril 2018                    |
| 51                              | Quand l'éléphant trébuche, ce sont les fourmis qui en pâtissent                                    | Doria Achour et Sylvain Cattenoy | Doria Achour et Sylvain Cattenoy | 9 avril 2018                    |
| 52                              | Qui va à dos d'âne ne sait pas que le sol est brûlant                                              | Doria Achour et Sylvain Cattenoy | Doria Achour et Sylvain Cattenoy | 10 avril 2018                   |
| 53                              | C'est en essayant encore et encore que le singe apprend à bondir                                   | Doria Achour et Sylvain Cattenoy | Doria Achour et Sylvain Cattenoy | 11 avril 2018                   |
| 54                              | La nourriture du crapaud ne se trouve pas dans l'arbre                                             | Doria Achour et Sylvain Cattenoy | Doria Achour et Sylvain Cattenoy | 12 avril 2018                   |
| 55                              | Toute naissance de brebis est la renaissance d'un ancêtre du bouc                                  | Doria Achour et Sylvain Cattenoy | Doria Achour et Sylvain Cattenoy | 13 avril 2018                   |
| 56                              | Poule et perdrix, deux oiseaux différents                                                          | Doria Achour et Sylvain Cattenoy | Doria Achour et Sylvain Cattenoy | 23 avril 2018                   |
| 57                              | La poule ne saurait dire merci au mortier                                                          | Doria Achour et Sylvain Cattenoy | Doria Achour et Sylvain Cattenoy | 24 avril 2018                   |
| 58                              | Le vautour a beau voler, il reviendra sur terre                                                    | Doria Achour et Sylvain Cattenoy | Doria Achour et Sylvain Cattenoy | 25 avril 2018                   |
| 59                              | L'Ennemi de l'Homme, c'est l'Homme                                                                 | Doria Achour et Sylvain Cattenoy | Doria Achour et Sylvain Cattenoy | 26 avril 2018                   |
| 60                              | Le coq chante à ses heures                                                                         | Doria Achour et Sylvain Cattenoy | Doria Achour et Sylvain Cattenoy | 27 avril 2018                   |
| 61                              | Si tu te fais ver de terre, on t'écrasera avec le pied                                             | Doria Achour et Sylvain Cattenoy | Doria Achour et Sylvain Cattenoy | 30 avril 2018                   |
| 62                              | L'oiseau ne fait jamais palabre avec l'arbre car il finit toujours pas s'y poser                   | Doria Achour et Sylvain Cattenoy | Doria Achour et Sylvain Cattenoy | 1er mai 2018                    |
| 63                              | Le lynx ne donne pas le jour à de courtes oreilles                                                 | Doria Achour et Sylvain Cattenoy | Doria Achour et Sylvain Cattenoy | 2 mai 2018                      |
| 64                              | Même si le zèbre mange l'herbe, l'herbe continue de pousser                                        | Doria Achour et Sylvain Cattenoy | Doria Achour et Sylvain Cattenoy | 3 mai 2018                      |
| 65                              | Même le poisson qui vit dans l'eau a toujours soif                                                 | Doria Achour et Sylvain Cattenoy | Doria Achour et Sylvain Cattenoy | 4 mai 2018                      |
| 66                              | Le singe taillé dans un bois tordu, rare qu'on puisse en tirer quelque chose de tout à fait droit  | Doria Achour et Sylvain Cattenoy | Doria Achour et Sylvain Cattenoy | 7 mai 2018                      |
| 67                              | Un grain de maïs a toujours tort devant une poule                                                  | Doria Achour et Sylvain Cattenoy | Doria Achour et Sylvain Cattenoy | 8 mai 2018                      |
| 68                              | La force du poisson c'est l'eau                                                                    | Doria Achour et Sylvain Cattenoy | Doria Achour et Sylvain Cattenoy | 9 mai 2018                      |
| 69                              | La vérité c'est du piment, si on te la jette à la face, tu te frottes les yeux                     | Doria Achour et Sylvain Cattenoy | Doria Achour et Sylvain Cattenoy | 10 mai 2018                     |
| 70                              | Même la poule noire pond des œufs blancs                                                           | Doria Achour et Sylvain Cattenoy | Doria Achour et Sylvain Cattenoy | 11 mai 2018                     |
| 71                              | La peau d'une puce peut servir à couvrir six personnes                                             | Doria Achour et Sylvain Cattenoy | Doria Achour et Sylvain Cattenoy | 14 mai 2018                     |
| 72                              | Seul le crapaud peut dire si le crocodile a mal aux yeux                                           | Doria Achour et Sylvain Cattenoy | Doria Achour et Sylvain Cattenoy | 15 mai 2018                     |
| 73                              | Qui parle sème. Qui écoute récolte                                                                 | Doria Achour et Sylvain Cattenoy | Doria Achour et Sylvain Cattenoy | 16 mai 2018                     |
| 74                              | Les pieds du lion finissent toujours par aller là ou va le cœur                                    | Doria Achour et Sylvain Cattenoy | Doria Achour et Sylvain Cattenoy | 17 mai 2018                     |
| 75                              | À une querelle d'hippopotames, ne te mêle pas                                                      | Florian Kuhn                     | Doria Achour et Sylvain Cattenoy | 18 mai 2018                     |
| 76                              | Quand la feuille du baobab frémit, la puce entend l'ouragan                                        | Florian Kuhn                     | Natacha de Pontcharra            | 21 mai 2018                     |
| 77                              | On peut par la force faire coucher un lion, mais on ne peut l'obliger à fermer les yeux            | Florian Kuhn                     | Doria Achour et Sylvain Cattenoy | 22 mai 2018                     |
| 78                              | Berger sans taureau finira sans troupeau                                                           | Florian Kuhn                     | Doria Achour et Sylvain Cattenoy | 23 mai 2018                     |
| 79                              | L'œuf ne danse pas avec la pluie                                                                   | Florian Kuhn                     | Natacha de Pontcharra            | 24 mai 2018                     |
| 80                              | Si une antilope sort de la brousse, elle ne demande pas à boire chez le lion                       | Florian Kuhn                     | Doria Achour et Sylvain Cattenoy | 25 mai 2018                     |
| 81                              | Si la lumière ne vient pas au lézard, le lézard ira jusqu'à elle                                   | Florian Kuhn                     | Doria Achour et Sylvain Cattenoy | 28 mai 2018                     |
| 82                              | L'eau chaude n'oublie pas qu'elle a été froide                                                     | Florian Kuhn                     | Natacha de Pontcharra            | 29 mai 2018                     |
| 83                              | Le coyote ne demande pas son chemin au puma                                                        | Florian Kuhn                     | Doria Achour et Sylvain Cattenoy | 30 mai 2018                     |
| 84                              | Ce qui est plus fort que l'éléphant c'est la brousse                                               | Florian Kuhn                     | Natacha de Pontcharra            | 31 mai 2018                     |
| 85                              | Le léopard ne salue pas la gazelle, si ce n'est pour sucer son sang                                | Florian Kuhn                     | Doria Achour et Sylvain Cattenoy | 1er juin 2018                   |
| 86                              | Une petite colline de fourmis te fait arriver à un grand rhinocéros                                | Florian Kuhn                     | Doria Achour et Sylvain Cattenoy | 4 juin 2018                     |
| 87                              | Le gardien des chèvres finit par avoir des cornes                                                  | Florian Kuhn                     | Natacha de Pontcharra            | 5 juin 2018                     |
| 88                              | La gazelle voit dans l'eau quand elle boit                                                         | Florian Kuhn                     | Doria Achour et Sylvain Cattenoy | 6 juin 2018                     |
| 89                              | Tout a une fin, sauf le serpent qui en a deux                                                      | Florian Kuhn                     | Doria Achour et Sylvain Cattenoy | 7 juin 2018                     |
| 90                              | Les prières du poulet n'atteignent pas le faucon                                                   | Florian Kuhn                     | Natacha de Pontcharra            | 8 juin 2018                     |
| 91                              | Quelle que soit la hauteur de son saut, la sauterelle finit toujours par atterrir                  | Florian Kuhn                     | Doria Achour et Sylvain Cattenoy | 11 juin 2018                    |
| 92                              | Un serpent qui se cache ne siffle pas                                                              | Florian Kuhn                     | Doria Achour et Sylvain Cattenoy | 12 juin 2018                    |
| 93                              | La plume de l'oiseau ne s'envole jamais loin                                                       | Florian Kuhn                     | Natacha de Pontcharra            | 13 juin 2018                    |
| 94                              | Si singe et perroquet se trouvent, c'est nouba dans le manguier                                    | Florian Kuhn                     | Natacha de Pontcharra            | 14 juin 2018                    |
| 95                              | Le lion n'aime pas que les antilopes s'entendent entre-elles                                       | Florian Kuhn                     | Doria Achour et Sylvain Cattenoy | 15 juin 2018                    |
| 96                              | Deux zèbres ne feront jamais un cheval                                                             | Florian Kuhn                     | Natacha de Pontcharra            | 18 juin 2018                    |
| 97                              | Deux léopards ne se promènent jamais dans la même forêt                                            | Florian Kuhn                     | Doria Achour et Sylvain Cattenoy | 19 juin 2018                    |
| 98                              | Un singe ne peut pas battre un chien à la course                                                   | Florian Kuhn                     | Doria Achour et Sylvain Cattenoy | 20 juin 2018                    |
| 99                              | Ce que dit l'oiseau sur la branche n'est pas ce qu'il dit dans la bouche du lion                   | Florian Kuhn                     | Doria Achour et Sylvain Cattenoy | 21 juin 2018                    |
| 100                             | Le buffle admire ce qu'il ne comprend pas                                                          | Florian Kuhn                     | Doria Achour et Sylvain Cattenoy | 22 juin 2018                    |
| 101                             | Le poisson ignore que c'est dans l'eau qu'il sera cuit                                             | Florian Kuhn                     | Natacha de Pontcharra            | 25 juin 2018                    |
| 102                             | Trop de paroles de singe tuent l'amour                                                             | Florian Kuhn                     | Doria Achour et Sylvain Cattenoy | 26 juin 2018                    |
| 103                             | Un oiseau qui jacasse ne construit pas de nid                                                      | Florian Kuhn                     | Doria Achour et Sylvain Cattenoy | 27 juin 2018                    |
| 104                             | Le chasseur à la poursuite de l'éléphant ne doit pas s'arrêter pour lancer des pierres aux oiseaux | Florian Kuhn                     | Doria Achour et Sylvain Cattenoy | 28 juin 2018                    |
| 105                             | Le mensonge est un os que l'on jette aux hyènes mais qui finit toujours par les étrangler          | Florian Kuhn                     | Doria Achour et Sylvain Cattenoy | 29 juin 2018                    |
| 106                             | Tout colibri aime à s'entendre chanter                                                             | Florian Kuhn                     | Doria Achour et Sylvain Cattenoy | 3 septembre 2018                |
| 107                             | Si on ne dort pas dans la brousse, on ne peut rêver de lion                                        | Florian Kuhn                     | Doria Achour et Sylvain Cattenoy | 4 septembre 2018                |
| 108                             | On ne peut attendre de la carpe le cri du perroquet                                                | Florian Kuhn                     | Natacha de Pontcharra            | 5 septembre 2018                |
| 109                             | Quand le chien tourne, ses puces tournent avec lui                                                 | Florian Kuhn                     | Doria Achour et Sylvain Cattenoy | 6 septembre 2018                |
| 110                             | La patience des gouttes creuse à la longue le rocher                                               | Florian Kuhn                     | Natacha de Pontcharra            | 7 septembre 2018                |
| 111                             | Parce qu'il a dormi trop longtemps, le serpent a perdu ses pattes                                  | Doria Achour et Sylvain Cattenoy | Doria Achour et Sylvain Cattenoy | 10 septembre 2018               |
| 112                             | Ce que le lion voit couché, le lionceau, même debout, ne peut l'apercevoir                         | Doria Achour et Sylvain Cattenoy | Doria Achour et Sylvain Cattenoy | 11 septembre 2018               |
| 113                             | C'est le premier buffle levé qui broute l'herbe tendre                                             | Doria Achour et Sylvain Cattenoy | Doria Achour et Sylvain Cattenoy | 12 septembre 2018               |
| 114                             | Le singe s'assoit toujours avant de se coucher                                                     | Doria Achour et Sylvain Cattenoy | Doria Achour et Sylvain Cattenoy | 13 septembre 2018               |
| 115                             | Si tu tues une girafe, regarde-la dans les yeux                                                    | Doria Achour et Sylvain Cattenoy | Doria Achour et Sylvain Cattenoy | 14 septembre 2018               |
| 116                             | La maison abandonnée par l'écureuil sert de palais au hérisson                                     | Doria Achour et Sylvain Cattenoy | Doria Achour et Sylvain Cattenoy | 17 septembre 2018               |
| 117                             | Si le lion fait semblant de mourir, il faut faire semblant de l'enterrer                           | Doria Achour et Sylvain Cattenoy | Natacha de Pontcharra            | 18 septembre 2018               |
| 118                             | Le jeune singe ne grimace pas, il singe                                                            | Doria Achour et Sylvain Cattenoy | Doria Achour et Sylvain Cattenoy | 19 septembre 2018               |
| 119                             | Une fois rassasié, l'aigle appelle le faucon son frère                                             | Doria Achour et Sylvain Cattenoy | Doria Achour et Sylvain Cattenoy | 20 septembre 2018               |
| 120                             | La lionne ne dort jamais que d'un œil                                                              | Doria Achour et Sylvain Cattenoy | Doria Achour et Sylvain Cattenoy | 21 septembre 2018               |
| 121                             | Un œuf de poule vaut mieux que deux chants du coq                                                  | Doria Achour et Sylvain Cattenoy | Doria Achour et Sylvain Cattenoy | 24 septembre 2018               |
| 122                             | Le rhinocéros n'admire jamais sa corne                                                             | Doria Achour et Sylvain Cattenoy | Doria Achour et Sylvain Cattenoy | 25 septembre 2018               |
| 123                             | La chèvre mange là où on lui prend son lait                                                        | Doria Achour et Sylvain Cattenoy | Natacha de Pontcharra            | 26 septembre 2018               |
| 124                             | Un serpent de profil ressemble à un bout de bois                                                   | Doria Achour et Sylvain Cattenoy | Doria Achour et Sylvain Cattenoy | 27 septembre 2018               |
| 125                             | Le serpent a beau courir, il ne va pas plus vite que sa tête                                       | Doria Achour et Sylvain Cattenoy | Natacha de Pontcharra            | 28 septembre 2018               |
| 126                             | La lionne ne se retourne pas quand la panthère rugit                                               | Doria Achour et Sylvain Cattenoy | Doria Achour et Sylvain Cattenoy | 1er octobre 2018                |
| 127                             | Le kangourou a plus d'un tour dans sa poche                                                        | Doria Achour et Sylvain Cattenoy | Doria Achour et Sylvain Cattenoy | 2 octobre 2018                  |
| 128                             | Quand la gazelle s'égare, la panthère ne lui trace pas son chemin                                  | Doria Achour et Sylvain Cattenoy | Doria Achour et Sylvain Cattenoy | 3 octobre 2018                  |
| 129                             | Qui cherche la cuisse du léopard y laisse la sienne                                                | Doria Achour et Sylvain Cattenoy | Doria Achour et Sylvain Cattenoy | 4 octobre 2018                  |
| 130                             | Quand la faim du loup croît, son orgueil décroît                                                   | Doria Achour et Sylvain Cattenoy | Doria Achour et Sylvain Cattenoy | 5 octobre 2018                  |
| 131                             | Si le buffle n'est pas beau, il apprend à danser                                                   | Doria Achour et Sylvain Cattenoy | Doria Achour et Sylvain Cattenoy | 8 octobre 2018                  |
| 132                             | Les crocs du lion ne s'usent pas sans viande                                                       | Doria Achour et Sylvain Cattenoy | Doria Achour et Sylvain Cattenoy | 9 octobre 2018                  |
| 133                             | L'herbe ne pousse jamais où tous les troupeaux passent                                             | Doria Achour et Sylvain Cattenoy | Natacha de Pontcharra            | 10 octobre 2018                 |
| 134                             | La gazelle n'invite jamais le puma à valser                                                        | Doria Achour et Sylvain Cattenoy | Doria Achour et Sylvain Cattenoy | 11 octobre 2018                 |
| 135                             | La beauté du marabout réside en son bec                                                            | Doria Achour et Sylvain Cattenoy | Doria Achour et Sylvain Cattenoy | 12 octobre 2018                 |
| 136                             | Si le sol est dur, le singe ne bat pas le chien à la course                                        | Doria Achour et Sylvain Cattenoy | Doria Achour et Sylvain Cattenoy | 15 octobre 2018                 |
| 137                             | Si la fourmi dérape, l'éléphant glisse                                                             | Doria Achour et Sylvain Cattenoy | Doria Achour et Sylvain Cattenoy | 16 octobre 2018                 |
| 138                             | Qui veut des buffles se couche comme eux                                                           | Doria Achour et Sylvain Cattenoy | Doria Achour et Sylvain Cattenoy | 17 octobre 2018                 |
| 139                             | L'éléphant ne peut courir et se gratter les fesses en même temps                                   | Doria Achour et Sylvain Cattenoy | Natacha de Pontcharra            | 18 octobre 2018                 |
| 140                             | L'épaule du rhinocéros ne sera jamais plus haute que sa tête                                       | Doria Achour et Sylvain Cattenoy | Doria Achour et Sylvain Cattenoy | 19 octobre 2018                 |
| 141                             | Bœufs et chèvres ne se fréquentent pas la nuit                                                     | Doria Achour et Sylvain Cattenoy | Doria Achour et Sylvain Cattenoy | 29 octobre 2018                 |
| 142                             | D'un singe ne peut naître un aigle                                                                 | Doria Achour et Sylvain Cattenoy | Doria Achour et Sylvain Cattenoy | 30 octobre 2018                 |
| 143                             | La loyauté du lion réside dans sa crinière                                                         | Doria Achour et Sylvain Cattenoy | Doria Achour et Sylvain Cattenoy | 31 octobre 2018                 |
| 144                             | Comme il est dans l'eau on ne sait pas que le poisson pleure                                       | Doria Achour et Sylvain Cattenoy | Doria Achour et Sylvain Cattenoy | 1er novembre 2018               |
| 145                             | La langue du varan a le goût des myrtilles                                                         | Doria Achour et Sylvain Cattenoy | Doria Achour et Sylvain Cattenoy | 2 novembre 2018                 |
| 146                             | Le problème ne cherche jamais le singe, c'est le singe qui cherche le problème                     | Doria Achour et Sylvain Cattenoy | Doria Achour et Sylvain Cattenoy | 5 novembre 2018                 |
| 147                             | Ne pose pas ton genou sur le gnou                                                                  | Doria Achour et Sylvain Cattenoy | Doria Achour et Sylvain Cattenoy | 6 novembre 2018                 |
| 148                             | À python, python et demi                                                                           | Doria Achour et Sylvain Cattenoy | Doria Achour et Sylvain Cattenoy | 7 novembre 2018                 |
| 149                             | Le chat est tigre pour la souris                                                                   | Doria Achour et Sylvain Cattenoy | Doria Achour et Sylvain Cattenoy | 8 novembre 2018                 |
| 150                             | Le sérieux du bouc ne gâte pas le jeu du lion                                                      | Doria Achour et Sylvain Cattenoy | Doria Achour et Sylvain Cattenoy | 9 novembre 2018                 |
| 151                             | Le singe a deux jambes mais il ne peut pas suivre deux chemins à la fois                           | Doria Achour et Sylvain Cattenoy | Doria Achour et Sylvain Cattenoy | 12 novembre 2018                |
| 152                             | Le pays du python est un ravin                                                                     | Doria Achour et Sylvain Cattenoy | Doria Achour et Sylvain Cattenoy | 13 novembre 2018                |
| 153                             | Aucun singe n'est trop malin                                                                       | Doria Achour et Sylvain Cattenoy | Doria Achour et Sylvain Cattenoy | 14 novembre 2018                |
| 154                             | Ce qui est devant l'éléphant, on ne le connaît pas                                                 | Doria Achour et Sylvain Cattenoy | Doria Achour et Sylvain Cattenoy | 15 novembre 2018                |
| 155                             | Nul n'entend les pas de panthère qui chasse                                                        | Doria Achour et Sylvain Cattenoy | Doria Achour et Sylvain Cattenoy | 16 novembre 2018                |
| 156                             | Même repu l'aigle chasse encore                                                                    | Doria Achour et Sylvain Cattenoy | Doria Achour et Sylvain Cattenoy | 19 novembre 2018                |
| 157                             | C'est en regardant son reflet dans la mare que la hyène se fait rire                               | Doria Achour et Sylvain Cattenoy | Doria Achour et Sylvain Cattenoy | 20 novembre 2018                |
| 158                             | Le papillon ne retourne jamais dans son cocon                                                      | Doria Achour et Sylvain Cattenoy | Natacha de Pontcharra            | 21 novembre 2018                |
| 159                             | Même la hyène que tu caresses ne te lèche pas les doigts                                           | Doria Achour et Sylvain Cattenoy | Doria Achour et Sylvain Cattenoy | 22 novembre 2018                |
| 160                             | Une empreinte d'éléphant impressionnera plus sûrement la mangouste que le pied de la biche         | Doria Achour et Sylvain Cattenoy | Natacha de Pontcharra            | 23 novembre 2018                |
| 161                             | La puce voit des choses que l'éléphant ne voit pas                                                 | Doria Achour et Sylvain Cattenoy | Doria Achour et Sylvain Cattenoy | 26 novembre 2018                |
| 162                             | Les taches de la hyène ne salissent pas le lion                                                    | Doria Achour et Sylvain Cattenoy | Doria Achour et Sylvain Cattenoy | 27 novembre 2018                |
| 163                             | Qui couche avec le chien, se lève avec des puces                                                   | Doria Achour et Sylvain Cattenoy | Natacha de Pontcharra            | 28 novembre 2018                |
| 164                             | Les rugissements du lion n'empêchent pas l'éléphant de dormir                                      | Doria Achour et Sylvain Cattenoy | Doria Achour et Sylvain Cattenoy | 29 novembre 2018                |
| 165                             | Du coup, le coût du lapin c'est son cou                                                            | Doria Achour et Sylvain Cattenoy | Doria Achour et Sylvain Cattenoy | 30 novembre 2018                |
| 166                             | Pour le singe, la grimace de la guenon est un sourire                                              | Doria Achour et Sylvain Cattenoy | Natacha de Pontcharra            | 3 décembre 2018                 |
| 167                             | Le singe ne peut pas courir et se gratter les pieds en même temps                                  | Doria Achour et Sylvain Cattenoy | Doria Achour et Sylvain Cattenoy | 4 décembre 2018                 |
| 168                             | Une famille unie de hyènes mange dans la même assiette                                             | Doria Achour et Sylvain Cattenoy | Doria Achour et Sylvain Cattenoy | 5 décembre 2018                 |
| 169                             | La taupe ne connaît que la nuit, mais la nuit les connaît toutes                                   | Doria Achour et Sylvain Cattenoy | Natacha de Pontcharra            | 6 décembre 2018                 |
| 170                             | Le tigre ne pêche pas au port                                                                      | Doria Achour et Sylvain Cattenoy | Doria Achour et Sylvain Cattenoy | 7 décembre 2018                 |
| 171                             | Un battement d'ailes du papillon peut tuer un lion                                                 | Doria Achour et Sylvain Cattenoy | Doria Achour et Sylvain Cattenoy | 10 décembre 2018                |
| 172                             | Le poisson connaît la sécheresse quand il meurt                                                    | Doria Achour et Sylvain Cattenoy | Doria Achour et Sylvain Cattenoy | 11 décembre 2018                |
| 173                             | Le hibou qui a rencontré le soleil ne retrouvera plus la lune                                      | Doria Achour et Sylvain Cattenoy | Natacha de Pontcharra            | 12 décembre 2018                |
| 174                             | L'éléphant endormi doit prendre garde à la fourmi                                                  | Doria Achour et Sylvain Cattenoy | Doria Achour et Sylvain Cattenoy | 13 décembre 2018                |
| 175                             | Le feu qui brûlera le bouc c'est celui près duquel il se chauffe                                   | Doria Achour et Sylvain Cattenoy | Natacha de Pontcharra            | 14 décembre 2018                |
| 176                             | La carapace du lionceau, c'est la lionne                                                           | Doria Achour et Sylvain Cattenoy | Doria Achour et Sylvain Cattenoy | 17 décembre 2018                |
| 177                             | Qui flatte le crocodile peut se baigner tranquille                                                 | Doria Achour et Sylvain Cattenoy | Doria Achour et Sylvain Cattenoy | 18 décembre 2018                |
| 178                             | Le varan aime qu'on lui caresse la langue                                                          | Doria Achour et Sylvain Cattenoy | Doria Achour et Sylvain Cattenoy | 19 décembre 2018                |
| 179                             | Le lion qui mange seul, meurt seul                                                                 | Doria Achour et Sylvain Cattenoy | Doria Achour et Sylvain Cattenoy | 20 décembre 2018                |
| 180                             | Même la savane a une fin                                                                           | Doria Achour et Sylvain Cattenoy | Doria Achour et Sylvain Cattenoy | 21 décembre 2018                |

## Musiques
Les titres des chansons sont rangés dans l'ordre d'apparition dans la série.
| 1.  | Générique                               | Frédéric de Pontcharra, Doria Achour, Sylvain Cattenoy | - |
| 2.  | Aimer l'amour                           | Venceslas Catz                                         | - |
| 3.  | The Battle                              | Khyena, Kévin Lamri                                    | - |
| 4.  | Gravity                                 | Invigo                                                 | - |
| 5.  | Zaza à l'hosto                          | Natacha de Pontcharra, Serge Plouton                   | - |
| 6.  | Hold me                                 | Invigo                                                 | - |
| 7.  | C'est soin                              | Venceslas Catz                                         | - |
| 8.  | Raphaelle Bouteille                     | Natacha de Pontcharra, Serge Plouton                   | - |
| 9.  | Quoi croix                              | Venceslas Catz                                         | - |
| 10. | Morceau CD                              | Léonard Bourgeois-Taquet                               | - |
| 11. | Jeudi Soleil                            | Khyena, Kévin Lamri                                    | - |
| 12. | Amo la stracciatella                    | Venceslas Catz, Invigo                                 | - |
| 13. | Benito                                  | Léonard Bourgeois-Taquet                               | - |
| 14. | Vocoder / Techno / Cocotte de Marseille | Frédéric de Pontcharra                                 | - |
| 15. | Find love on the road                   | Venceslas Catz, Invigo                                 | - |
| 16. | Amour sacrée (instrumentale)            | Léonard Bourgeois-Taquet, Venceslas Catz               | - |
| 17. | Amour sacrée                            | Venceslas Catz, Invigo                                 | - |
| 18. | Le jour où j'ai ouvert les yeux         | Julien Girbig                                          | - |
| 19. | Hope                                    | Invigo                                                 | - |
| 20. | Lately                                  | Invigo                                                 | - |
| 21. | © Mourning Glory                        | Matthieu Boudon                                        | - |
| 22. | Random                                  | Invigo                                                 | - |
| 23. | Fly                                     | Zouhair Zerhouni                                       | - |
| 24. | Tomorrow brings a new way               | Julien Girbig                                          | - |
| 25. | Le temps                                | Jean-Charles Santini                                   | - |
| 26. | * Ne me jugez pas                       | Camille Lellouche                                      | - |
| 27. | DYFTF                                   | Invigo                                                 | - |
| 28. | Adélaïde's secret                       | Léonard Bourgeois-Taquet                               | - |
| 29. | The whistle of the train                | Julien Girbig                                          | - |
| 30. | Roll back the years                     | Julien Girbig                                          | - |
| 31. | © Casiopea                              | Matthieu Boudon                                        | - |
| 32. | Revenir                                 | Venceslas Catz                                         | - |
| 33. | Lovizaleih                              | Venceslas Catz                                         | - |
| 34. | Can you do it                           | Bruno Mayet                                            | - |
| 35. | © Phax+Crawling                         | Mathieu Boudon                                         | - |
| 36. | Blueness                                | Invigo                                                 | - |
| 37. | New York                                | Julien Girbig                                          | - |
| 38. | La couleur du néant                     | Fred de Pontcharra                                     | - |
| 39. | Forever                                 | Fred de Pontcharra                                     | - |
| 40. | Vendredi Bleu                           | Fred de Pontcharra                                     | - |
| 41. | * Infinity                              | Fanny Krief et Julien Mablouké (Dusk Totem)            | - |
| 42. | Le guépard                              | Fred de Pontcharra                                     | - |
| 43. | Stoïcité                                | Venceslas Catz                                         | - |
| 44. | Bimbimbap                               | Fred de Pontcharra                                     | - |
| 45. | Crooked dream                           | Julien Girbig                                          | - |
| 46. | Guépardes bonjour                       | Venceslas Catz                                         | - |
| 47. | PVC                                     | Venceslas Catz                                         | - |
| 48. | Phares                                  | Fred de Pontcharra                                     | - |
| 49. | Ecologie m'a tuer                       | Doria Achour, Sylvain Cattenoy                         | - |
| 50. | Le coup de la panne                     | Venceslas Catz                                         | - |
| 51. | La vitre du bus                         | Soul Otzenberger                                       | - |
| 52. | Michtoland                              | Fred de Pontcharra                                     | - |

Autres labels :
© Universal Music Publishing
* Vitorria Prod
* Budde Music France

## Accueil

### Audiences
Le premier épisode de la série a attiré 337 000 téléspectateurs avec 1,7 % en pourcentage d'audience.

### Réception critique
Selon les cinq critiques des téléspectateurs par Allociné, la série a reçu entre 3 et 5 étoiles dont une note moyenne de 3,2 sur 5 étoiles.